# Jacob Young
Jacob Young (Washington, 10 settembre 1979) è un attore televisivo statunitense noto soprattutto al pubblico delle soap-opera per i ruoli di Rick Forrester in Beautiful, di Lucky Spencer in General Hospital e di JR Chandler ne La valle dei pini.

## Carriera
È stato il primo attore a dare il volto a Rick Forrester in Beautiful dal 1997 al 1999. Conclusa l'esperienza con la soap, ha recitato in due film per il cinema per poi tornare alla televisione. Nel 2011, dopo aver recitato per 8 anni nella serie La valle dei pini, ha ripreso il ruolo di Rick in Beautiful, sostituendo così Kyle Lowder.
Dal 2002 al 2003 ha interpretato Lucky in General Hospital ruolo per il quale ha vinto un Emmy come miglior giovane attore. Dal 2003 ha fatto parte del cast fisso della soap La valle dei pini, nel ruolo di JR Chandler, fino alla chiusura della serie avvenuta nel settembre 2011. Ha recitato anche nella serie Una vita da vivere nel 2006 e nella sitcom Hope & Faith nel 2004.
Ha avuto molto successo nel film del 2004 La ragazza della porta accanto, dove ha interpretato Hunter.
Nel 2007 ha partecipato all'edizione americana de La ruota della fortuna.

## Filmografia

### Cinema
- La ragazza della porta accanto (The Girl Next Door), regia di Luke Greenfield (2004)
- Max Rose, regia di Daniel Noah (2013)
- Le bugie scorrono nel sangue (Psycho Granny), regia di Rebekah Mckendry (2019)

### Televisione
- Beautiful (The Bold and the Beautiful) – serial TV, 984 puntate (1997-1999, 2011-2018)
- The Beach Boys: An American Family – miniserie TV, 1 puntata (2000)
- General Hospital – serial TV, 149 puntate (2000-2003)
- La valle dei pini (All My Children) – serial TV, 839 puntate (2003-2011)
- Hope & Faith – serie TV, episodi 1x24-1x25 (2004)
- Una vita da vivere (One Life to Live) – serial TV, 6 puntate (2006)
- I giorni della nostra vita (Days of Our Lives) – serial TV, 1 puntata (2011)
- Il doppio volto della follia (Imaginary Friend), regia di Richard Gabai – film TV (2012)
- Beacon Hill – serie TV, episodi 2x05-2x06 (2020)
- High School Musical: The Musical: The Series – serie TV, episodio 2x08 (2021)
- The Walking Dead – serie TV, episodi 11x04-11x08 (2021)
- Vacanza omicida (Killer Vacation), regia di Tamar Halpern – film TV (2018)

## Riconoscimenti

### Emmy Awards
Vinti:
- Miglior giovane attore in una serie drammatica, per General Hospital (2002)

Nomination:
- Miglior giovane attore in una serie drammatica, per Beautiful (1999)
- Miglior giovane attore in una serie drammatica, per La valle dei pini (2005)
- Miglior attore non protagonista in una serie drammatica, per La valle dei pini (2009)

## Doppiatori italiani
Nelle versioni in italiano dei suoi film, Jacob Young è stato doppiato da:
- Fabrizio Manfredi in La ragazza della porta accanto
- Marco Baroni in Beautiful
- Andrea Lavagnino in Vacanza omicida